# Psary (gromada w powiecie trzebnickim)
Psary – dawna gromada, czyli najmniejsza jednostka podziału terytorialnego Polskiej Rzeczypospolitej Ludowej w latach 1954–1972.
Gromady, z gromadzkimi radami narodowymi (GRN) jako organami władzy najniższego stopnia na wsi, funkcjonowały od reformy reorganizującej administrację wiejską przeprowadzonej jesienią 1954 do momentu ich zniesienia z dniem 1 stycznia 1973, tym samym wypierając organizację gminną w latach 1954–1972.
Gromadę Psary z siedzibą GRN w Psarach utworzono – jako jedną z 8759 gromad na obszarze Polski – w powiecie trzebnickim w woj. wrocławskim, na mocy uchwały nr 29/54 WRN we Wrocławiu z dnia 2 października 1954. W skład jednostki weszły obszary dotychczasowych gromad Psary, Biskupice Widawskie, Cienin, Kryniczno, Raków Wielki, Rogóż i Szymanów ze zniesionej gminy Wisznia Mała w tymże powiecie. Dla gromady ustalono 12 członków gromadzkiej rady narodowej.
31 grudnia 1961 gromadę zniesiono, a jej obszar włączono do gromady Wisznia Mała w powiecie trzebnickim (wsie Rogóż, Kryniczno, Cienin, Raków Wielki, Raków Mały i Biskupice Widawskie oraz przysiółki Biskupiczki, Gaj i Topolno) i do gromady Widawa w powiecie wrocławskim w tymże województwie (wsie Krzyżanowice, Psary i Szymanów).